# Central Gardens
Central Gardens is een plaats (census-designated place) in de Amerikaanse staat Texas, en valt bestuurlijk gezien onder Jefferson County.

## Demografie
Bij de volkstelling in 2010 werd het aantal inwoners vastgesteld op 4.347, met een groei van 5,9% sinds 2000.

## Geografie
Volgens het United States Census Bureau beslaat de plaats een oppervlakte van
6,6 km², geheel bestaande uit land.

## Plaatsen in de nabije omgeving
De onderstaande figuur toont nabijgelegen plaatsen in een straal van 16 km rond Central Gardens.